# Wolfram Grajetzki
Wolfram Grajetzki (nacido en 1960, en Berlín) es un egiptólogo alemán. 
Estudió en la Universidad Libre de Berlín e hizo su Doctorado en Filosofía en la Universidad Humboldt de Berlín. Realizó excavaciones en Egipto, pero también en Pakistán. Publicó artículos y varios libros sobre el Imperio Medio egipcio, sobre administración, costumbres funerarias y reinas. También es investigador en el Centro de Análisis Espacial Avanzado, University College London, Reino Unido, y trabaja en el proyecto 'Digital Egypt for Universities'.

## Obras
- Two Treasurers of the Late Middle Kingdom  (British Archaeological Report S1007) Oxford, 2001   ISSN 0143-3067
- Burial Customs in Ancient Egypt: Life in Death for Rich and Poor Duckworth Egyptology, London 2003 ISBN 978-0715632178
- Ancient Egyptian Queens: A hieroglyphic Dictionary, Golden House Publications, London 2005, ISBN 978-0954721893
- The Middle Kingdom of Ancient Egypt: History,Archaeology and Society, Duckworth Egyptology, London 2006, ISBN 978-0715634356
- Court Officials of the Egyptian Middle Kingdom, Duckworth Egyptology, London 2006, ISBN 978-0715637456 (Italian translationː Dignitari di corte del Medio Regno, 2020 ISBN 979-1280007148)
- The People of the Cobra Province in Egypt: A Local History, 4500 to 1500 BC, Oxbow Books , Oxford 2020, ISBN 978-1789254211